# Сельское поселение «Село Сильковичи»
Сельское поселение «Село Сильковичи» — муниципальное образование в составе Барятинского района Калужской области России.
Центр — село Сильковичи.

## История
В 2004 году статус «посёлок» населённых пунктов Марс, Риги и Серп изменён на статус «село».
В 2013 году сельские поселения «Деревня Перенежье», «Село Сильковичи» и «Деревня Шершнево» — объединены во вновь образованное сельское поселение «Село Сильковичи»:

## Население
| 2010 | 2012 | 2013 | 2014  | 2015  | 2016  | 2017  |
| ---- | ---- | ---- | ----- | ----- | ----- | ----- |
| 358  | ↗371 | ↗372 | ↗1030 | ↘1028 | ↗1045 | ↗1049 |
| 2018 | 2019 | 2020 | 2021  |       |       |       |
| ↘986 | ↘979 | ↘978 | ↘746  |       |       |       |

## Состав сельского поселения
| №  | Населённый пункт | Тип населённого пункта       | Население |
| -- | ---------------- | ---------------------------- | --------- |
| 1  | Бельная          | деревня                      | ↘11       |
| 2  | Высокая Гора     | деревня                      | ↘32       |
| 3  | Коськово         | деревня                      | ↗14       |
| 4  | Красниково       | деревня                      | →0        |
| 5  | Крюково          | деревня                      | ↗15       |
| 6  | Марс             | село                         | ↗44       |
| 7  | Митинка          | деревня                      | ↗30       |
| 8  | Новая Слобода    | деревня                      | ↗4        |
| 9  | Перенежье        | деревня                      | ↘153      |
| 10 | Поздняково       | деревня                      | ↘45       |
| 11 | Риги             | село                         | ↗7        |
| 12 | Салово           | деревня                      | ↗48       |
| 13 | Сельцо           | деревня                      | ↘6        |
| 14 | Серп             | село                         | ↘4        |
| 15 | Сильковичи       | село, административный центр | ↗62       |
| 16 | Старая Слобода   | деревня                      | ↘5        |
| 17 | Студеное         | деревня                      | ↗132      |
| 18 | Филиппково       | деревня                      | ↗85       |
| 19 | Чумазово         | деревня                      | ↗83       |
| 20 | Шемелинки        | деревня                      | ↘132      |
| 21 | Шершнево         | деревня                      | ↗113      |